# رابطة سانت مارتن لكرة القدم
رابطة سانت مارتن لكرة القدم (بالفرنسية: Ligue de football de Saint-Martin)‏ هو الاتحاد الرسمي المختص بشؤون كرة القدم في تجمع سان مارتين الفرنسي وجزيرة سان بارتيلمي، على الرغم من أن سان بارتيلمي لها اتحادها الخاص. (الموقع الرسمي لاتحاد سان بارتيلمي).

## روابط خارجية
- سينت مارتن  في موقع الكونكاكاف